# Techniques myotensives
Les techniques myotensives sont des modes d'étirement des muscles utilisées en médecine manuelle-ostéopathie ; elles sont l'équivalent de la technique du « contracté-relâché » en kinésithérapie, et sont connues aux États-Unis sous le terme « muscle energy technic » ; la relaxation post-isométrique est le plus souvent utilisée, l'inhibition réciproque plus rarement.

## Relaxation post-isométrique

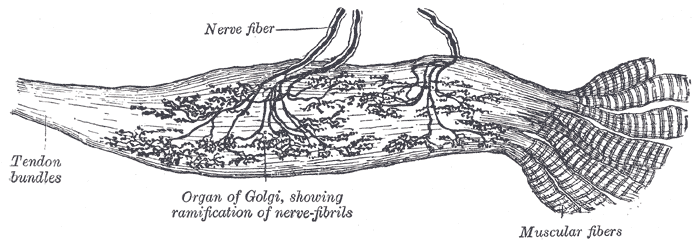
Lithographie représentant l'organe tendineux de Golgi d'un muscle squelettique.

- On effectue un étirement passif après une contraction active isométrique, en profitant de la phase de relaxation post-isométrique ; l'explication est l'utilisation du « réflexe ostéotendineux inverse » qui permet l'inhibition de la contraction musculaire quand la tension du muscle augmente trop : à partir des organes tendineux de Golgi, les fibres Ib vont inhiber le motoneurone alpha.
- Technique :

1. fixation des extrémités osseuses en étirement maximal
2. contraction musculaire isométrique 3 à 6 secondes
3. relâchement de la contraction 2 à 3 secondes
4. allongement jusqu'à la nouvelle barrière motrice 6 à 10 secondes.

Trois à 5 manœuvres sont effectuées successivement.

## Inhibition réciproque
Il s'agit d'un étirement passif après une contraction active isométrique de l'antagoniste ; la contraction se fait donc dans le sens de la restriction; on utilise le phénomène d'« innervation réciproque » de Sherrington : une action sur le muscle antagoniste s'accompagne de l'effet opposé sur l'agoniste, grâce à un interneurone inhibiteur ; cette technique est utile si le muscle atteint est trop douloureux dans sa contraction.

## Indications
Il s'agit essentiellement de rétraction ou de contracture d'un muscle responsable d'une restriction de mobilité, quelle qu'en soit la cause : pathologie d'hyperutilisation (troubles musculosquelettiques) sportive ou professionnelle, séquelles d'un traumatisme musculaire, ....

## Contre-indications
- Pathologie musculaire traumatique récente : déchirure, contusion, tendinopathie aiguë ;
- pathologie articulaire médicale : infectieuse, métabolique, tumorale...
- état d'hypersensibilité ou d'hyperexcitabilité neuro-musculaire (fibromyalgie, tétanie, douleurs neuropathiques) ;
- Contracture « utile » de compensation ou de protection.

## Muscles concernés
Les techniques myotensives sont plus adaptées aux muscles posturaux (toniques, lents, épais, courts, pour efforts soutenus, avec tendance à l'hypo-extensibilité) qu'aux muscles cinétiques (phasiques, rapides, longs, fins, pour efforts intenses et brefs, avec tendance à l'affaiblissement).
- Région cervicale et thoracique : muscles sous-occipitaux, sterno-cléido-mastoïdien, scalènes, angulaire de l'omoplate, trapèze, grand pectoral, grand dentelé, rotateurs externes d'épaule ;
- région lombo-pelvienne : psoas iliaque, carré des lombes, pyramidal du bassin (piriformis), petit et moyen fessiers ;
- région cruro-jambière : ischio-jambiers, quadriceps, adducteurs, triceps sural.